# Rachid el-Morabity
Rachid El Morabity est un athlète marocain né le 3 mars 1982 à Zagora. Spécialiste de l'ultra-trail dans le désert, il a notamment remporté 11 fois le Marathon des Sables (2011, 2014, 2015, 2016, 2017, 2018, 2019, 2021, 2022, 2024 et 2025) et 1 fois le Marathon des Sables Peru (2017). Il a battu en 2025 le record de son ami et mentor marocain Lahcen Ahansal, qui a remporté 10 fois cette épreuve mythique. Son frère, Mohamed El Morabity, de 10 ans son cadet, s'est classé 5 fois 2e du Marathon des Sables (2017, 2018, 2019, 2022 et 2024). En 2023, Rachid décide d'abandonner la course après s'être vu infliger une pénalité de 3h, lors de la découverte de nourriture fournie par un tiers dans son sac pendant un contrôle inopiné (le Marathon des Sables doit être couru en autosuffisance).
Rachid a gagné 3 fois Oman Desert Marathon (135 km en 6 étapes) et 1 fois le Al Marmoom Ultramarathon de Dubaï (300 km en 5 étapes, 2018).
Il court également en haute montagne, notamment en France. Il s'est classé 2e de l'OCC de l'UTMB (août 2016) et 2e de l'UT4M 90 (août 2015). Au Maroc, il a remporté tous les parcours de l'UTAT et détient le record de vitesse. Il se distingue enfin par un dernier exploit personnel : l'ascension du Mont Toubkal en 2h30 en 2016 (de 1954m à 4167 m d'altitude).

## Résultats
| no  | masculin          | Course                       | Longueur | Départ           | Temps            |
| --- | ----------------- | ---------------------------- | -------- | ---------------- | ---------------- |
| 1er | Médaille d'or     | Marathon des Sables          | 251 km   | 3 avril 2011     | 20 h 56 min 19 s |
| 1er | Médaille d'or     | Marathon des Sables          | 241 km   | 6 avril 2014     | 20 h 27 min 37 s |
| 1er | Médaille d'or     | Marathon des Sables          | 249 km   | 5 avril 2015     | 20 h 21 min 39 s |
| 2e  | Médaille d'argent | UT4M 90                      | 90 km    | 22 août 2015     | 12 h 05 min 19 s |
| 1er | Médaille d'or     | Marathon des Sables          | 257 km   | 10 avril 2016    | 21 h 01 min 21 s |
| 2e  | Médaille d'argent | OCC - UTMB                   | 53 km    | 25 août 2016     | 5 h 43 min 23 s  |
| 1er | Médaille d'or     | Marathon des Sables          | 250 km   | 1er avril 2017   | 19 h 15 min 23 s |
| 1er | Médaille d'or     | Marathon des Sables du Pérou | 242 km   | 28 novembre 2017 | 21 h 35 min 55 s |
| 1er | Médaille d'or     | Ultramarathon de Dubaï       | 270 km   | 11 décembre 2018 | 31 h 17 min 29 s |
| 1er | Médaille d'or     | Marathon des Sables          | 237 km   | 8 avril 2018     | 19 h 35 min 49 s |
| 1er | Médaille d'or     | Marathon des Sables          | 237 km   | 7 avril 2019     | 18 h 31 min 24 s |
| 1er | Médaille d'or     | Marathon des Sables          | 227 km   | 11 octobre 2021  | 21 h 17 min 32 s |
| 1er | Médaille d'or     | Marathon des Sables          | 240 km   | 25 mars 2022     | 18 h 33 min 28 s |
| 1er | Médaille d'or     | Marathon des Sables          | 250 km   | 6 avril 2025     | 20 h 55 min 47 s |